# Diffusore (veicoli)

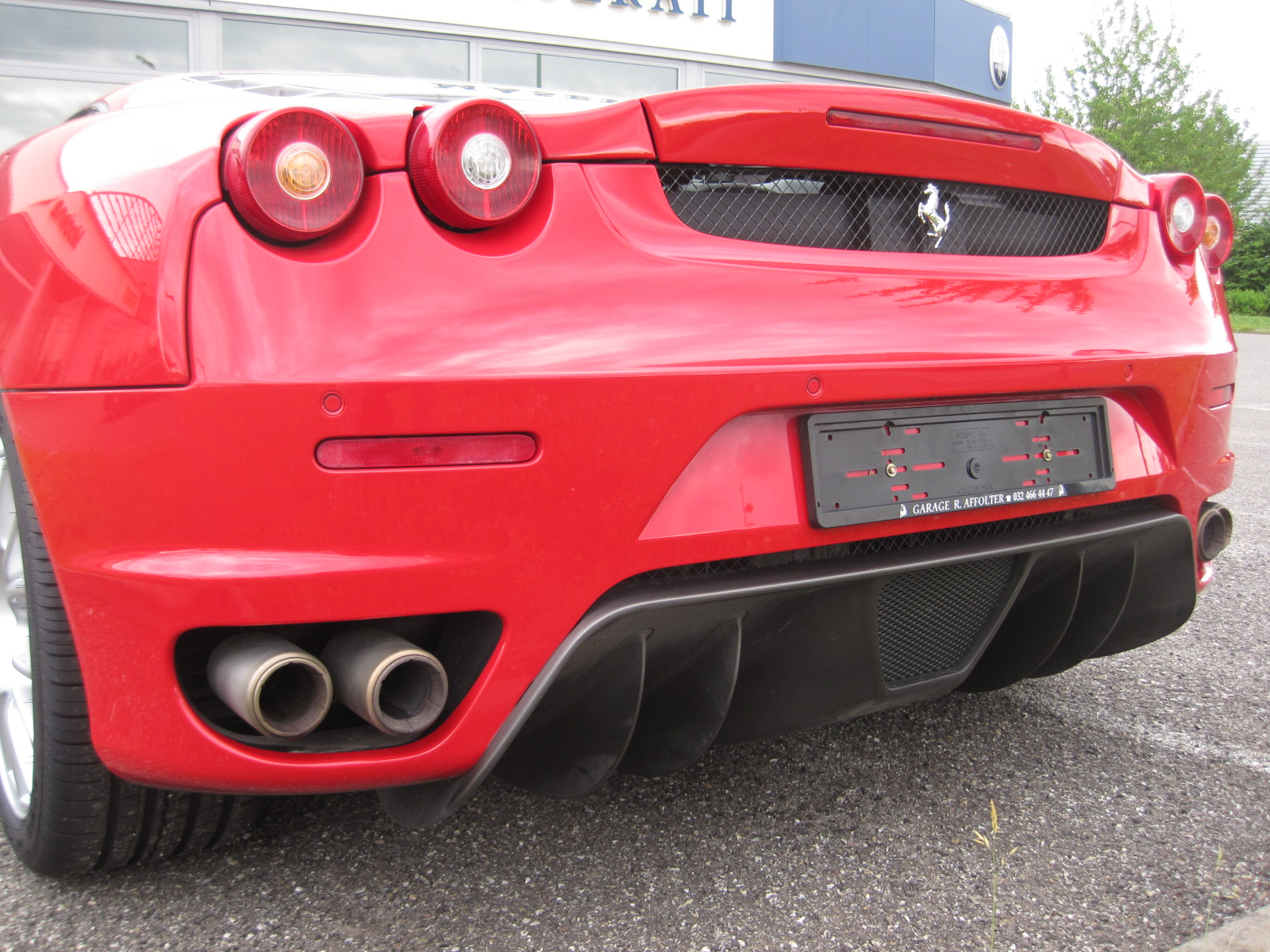
Un esempio di applicazione sulla produzione di serie: la parte finale del diffusore di una Ferrari F430.

Il diffusore, detto anche estrattore o scivolo estrattore, in campo automobilistico è un particolare elemento aerodinamico fisso collocato sul fondo di una vettura, atto a generare una spinta verso il basso per incrementare l'aderenza al suolo. Questo elemento può avere anche dimensioni notevoli, interessando buona parte del fondo vettura.
È chiamato anche coi termini di tunnel, canali o condotti Venturi in riferimento al fisico italiano Giovanni Battista Venturi, che scoprì il legame tra velocità e pressione di un fluido in un condotto; legame detto, appunto, "effetto Venturi".

## Conformazione

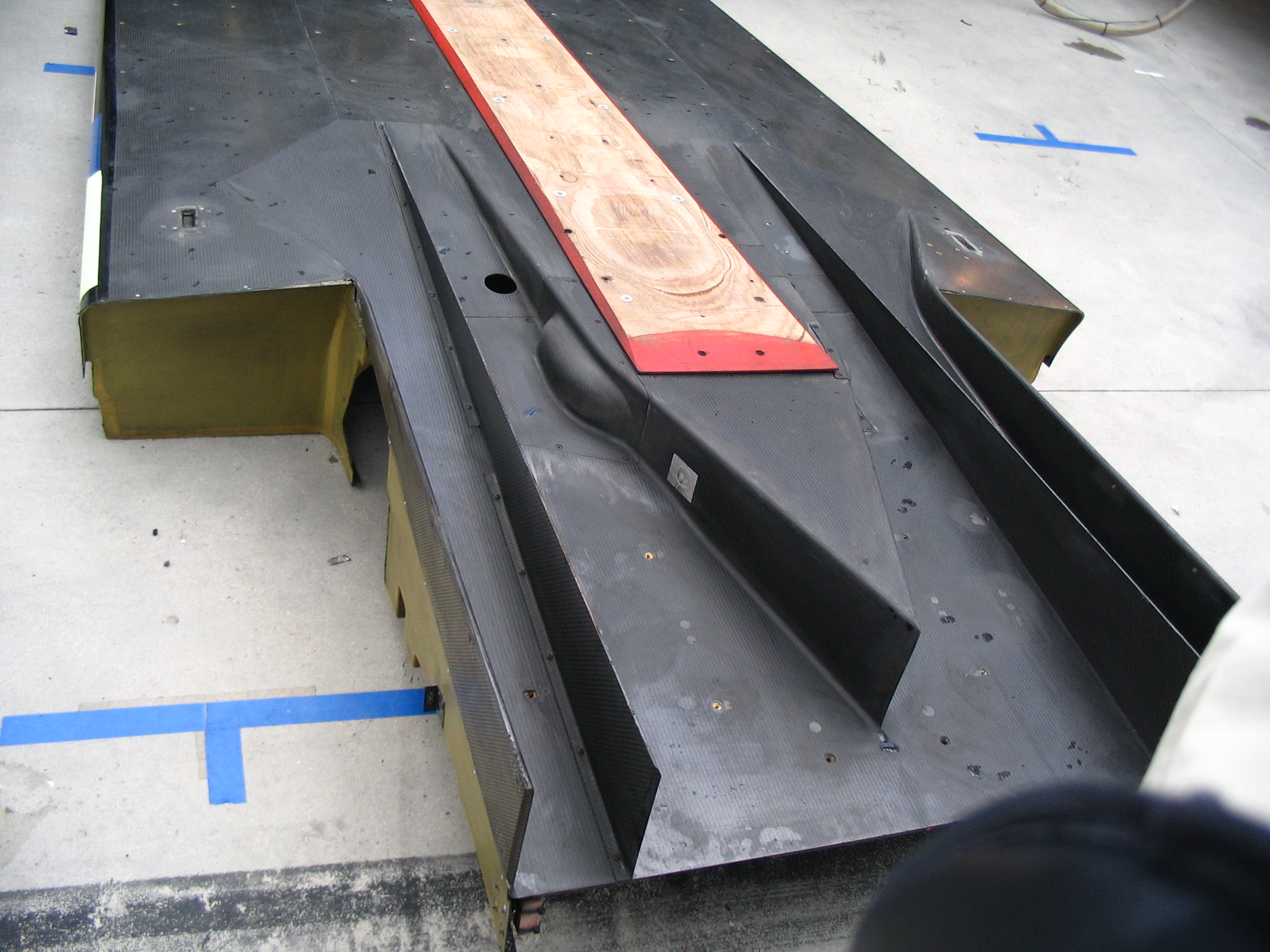
Lo scivolo estrattore di una vettura di tipo Le Mans Prototype

Il diffusore è disegnato come una sorta di scivolo rovesciato; visto in uno spaccato laterale ha l'andamento di un'ala rovesciata, che aumenta di volume lungo la sua estensione, da praticamente piatto all'inizio a estremamente scavato e rialzato nella parte finale, accorgimento concepito per creare il vuoto necessario alla compressione dell'aria proveniente da sotto la vettura. La pendenza di risalita del diffusore è importante, e deve avere un cambiamento graduale dell'angolo di inclinazione per impedire che il flusso d'aria si separi bruscamente dalla parte superiore e sui lati. All'interno di molti estrattori sono anche montate paratie verticali per convogliare l'aria e suddividere in modo omogeneo le zone di compressione.
Normalmente l'estrattore è collocato nella parte inferiore del posteriore di una vettura, come nella maggior parte delle automobili stradali o sulle vetture da competizione; talvolta però è collocato anche all'anteriore. Sotto il muso di alcune vetture stradali nella zona antistante le ruote trovano spazio due piccoli estrattori. Nelle competizioni automobilistiche, regolamenti permettendo, è diffuso l'utilizzo di un estrattore anche in corrispondenza della zona sottostante l'asse anteriore: in questo caso sono create anche aperture laterali sulle fiancate per consentire all'aria espansa di essere evacuata. Vetture di tipo LMP e DTM dispongono di fondo vettura a doppio estrattore, anteriore e posteriore.

## Funzioni

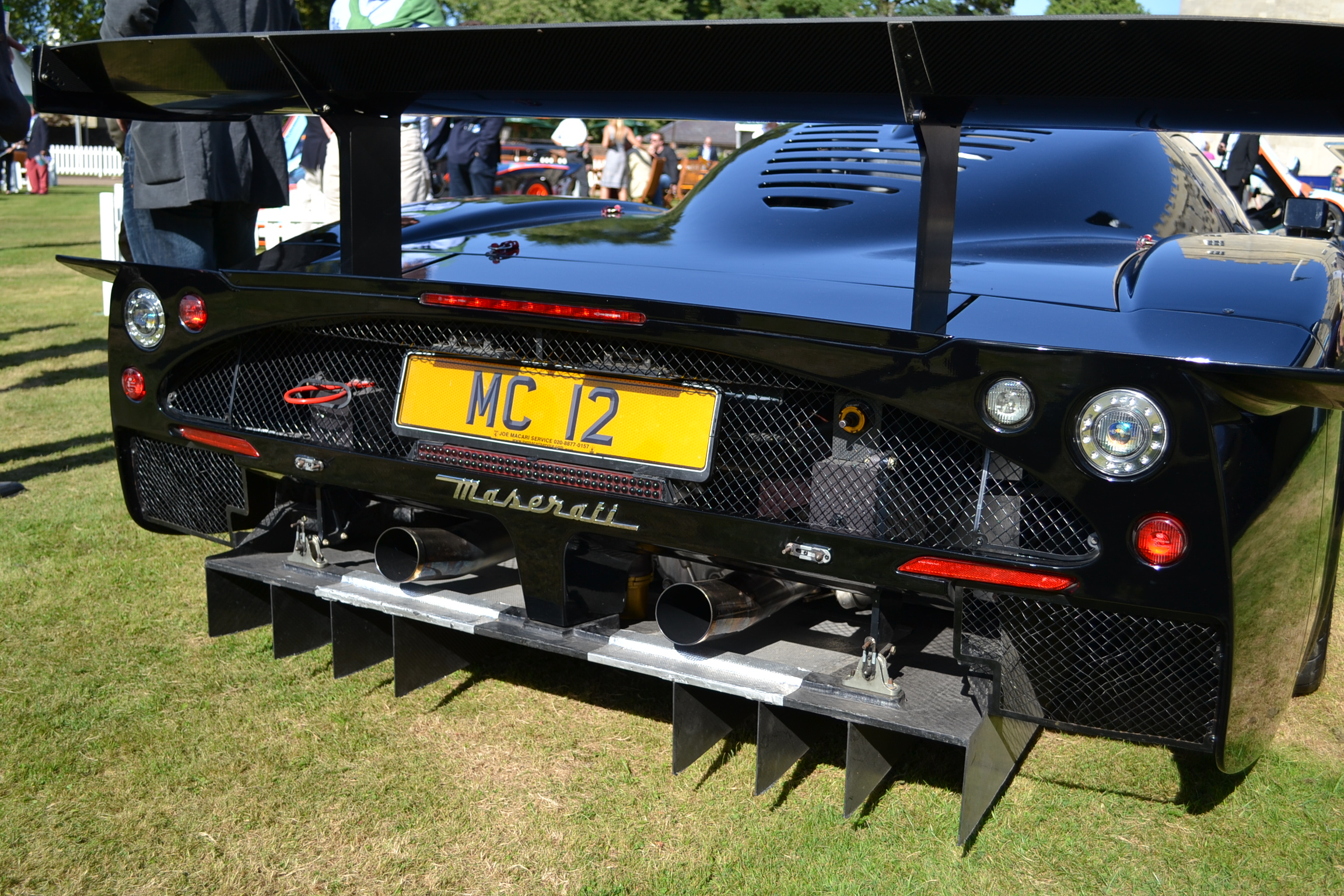
Il diffusore di una Maserati MC12.

Il diffusore è uno degli elementi aerodinamici che contribuiscono a generare l'effetto suolo. Il diffusore crea un'area di bassa pressione sotto il corpo vettura in movimento. Il diffusore di un'automobile da corsa accelera il flusso d'aria sotto la vettura e ne riduce la pressione, creando una differenza di pressione tra le superfici superiore e inferiore dell'auto. In una vettura in movimento, il flusso d'aria che passa nella parte sottostante dell'avantreno accelera, ma arrivando al diffusore trova una zona di bassa pressione e si espande ritornando a velocità normale, producendo deportanza in maniera più efficiente, riducendo la resistenza rispetto ad un alettone. Ciò significa maggiore aderenza data dalla deportanza aerodinamica, accorgimento che permette alla vettura di percorrere una curva ad una velocità superiore. La deportanza prodotta permette infatti di migliorare la forza di trazione degli pneumatici.

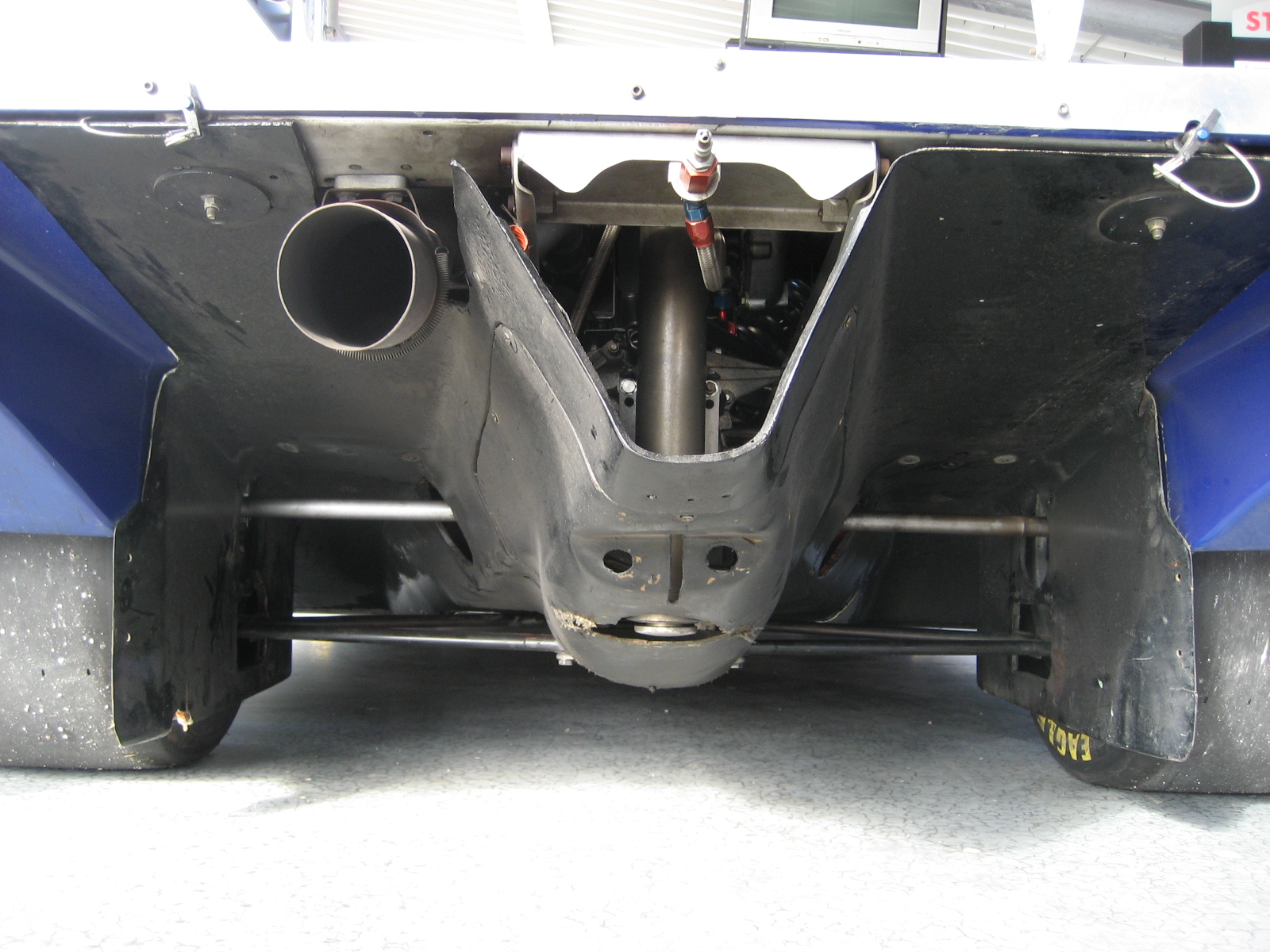
I canali Venturi di una Porsche 962 con triangoli inferiori delle sospensioni e semiassi a vista.

Un fondo vettura correttamente progettato è in grado di produrre effetto suolo in modo più efficiente rispetto all'utilizzo di elementi come alettoni o spoiler all'anteriore e al posteriore. Infatti, gli alettoni oltre a produrre carico aerodinamico generano anche un'altra forza complementare, la resistenza aerodinamica all'avanzamento, controproducente per le velocità massime e per i consumi di carburante. Gli alettoni e gli spoiler, che in genere sono collocati sulle vetture da corsa, vengono utilizzati principalmente per trovare un equilibrio tra la parte anteriore e quella posteriore. La maggior parte del carico aerodinamico è prodotto dalla parte sottostante della vettura.

## Elementi complementari

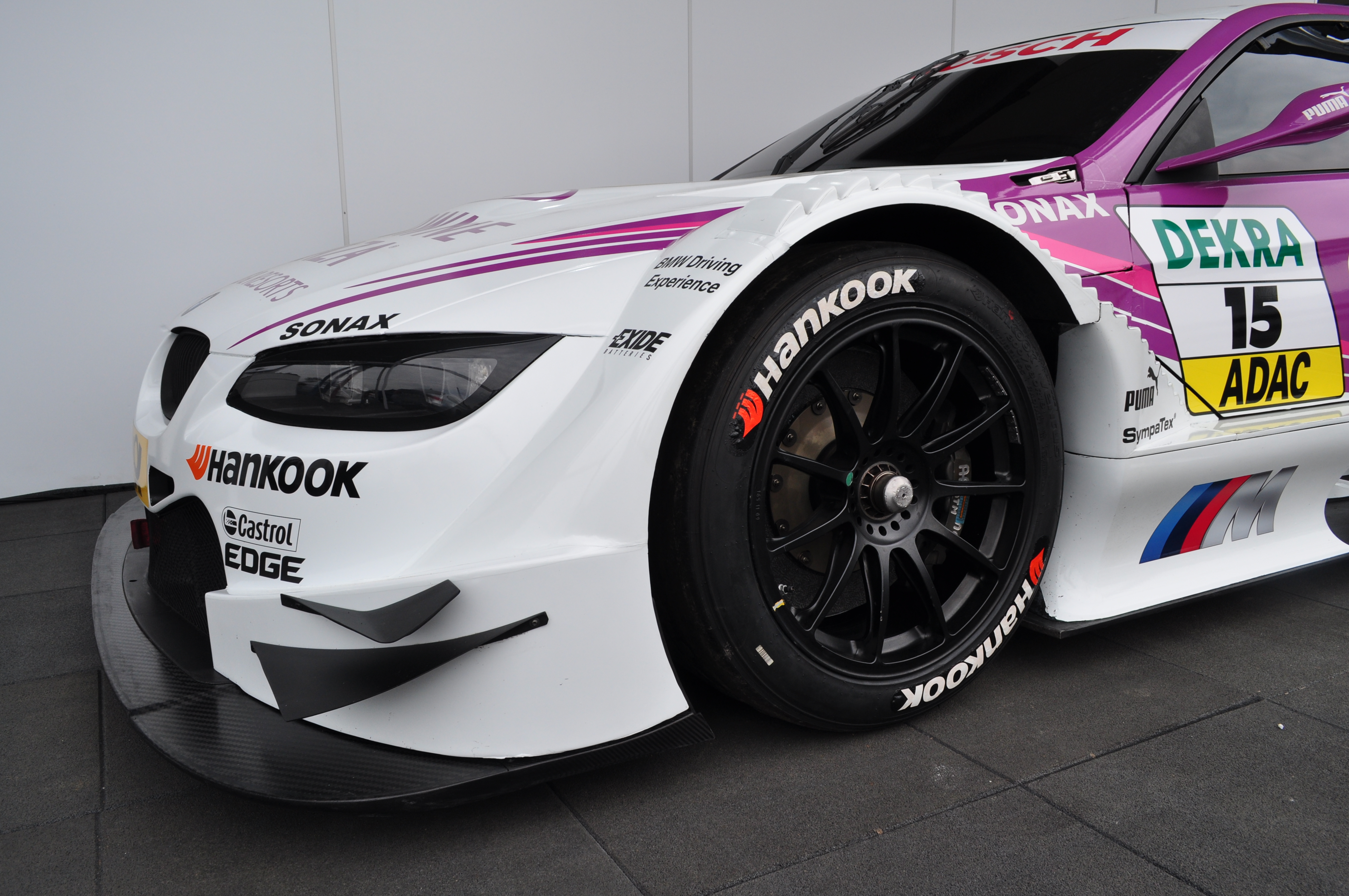
Lo splitter di colore nero di una BMW M3 DTM del 2012; esso è posto nella parte inferiore del paraurti e ha funzioni di deportanza

Altri elementi aerodinamici complementari al diffusore che possono quindi migliorare la resa complessiva, sono lo splitter anteriore che incanala l'aria sotto l'auto e le minigonne laterali che servono a sigillare il flusso d'aria proveniente dallo splitter dall'aria circostante che ha una pressione diversa. Inoltre la posizione e l'altezza dell'ala posteriore (se consentito) può anche migliorare le prestazioni del diffusore. Anche i collettori di scarico se progettati con una particolare conformazione e posizionati in modo tale da soffiare nel diffusore possono incrementare i valori di deportanza, considerando che l'aria calda è più rarefatta. E, naturalmente, mettendo feritoie sui passaruota si contribuisce a estrarre aria dal loro interno evitando la formazione di pericolosi cuscinetti d'aria che tenderebbero a sollevare la vettura facendole assumere un comportamento portante.

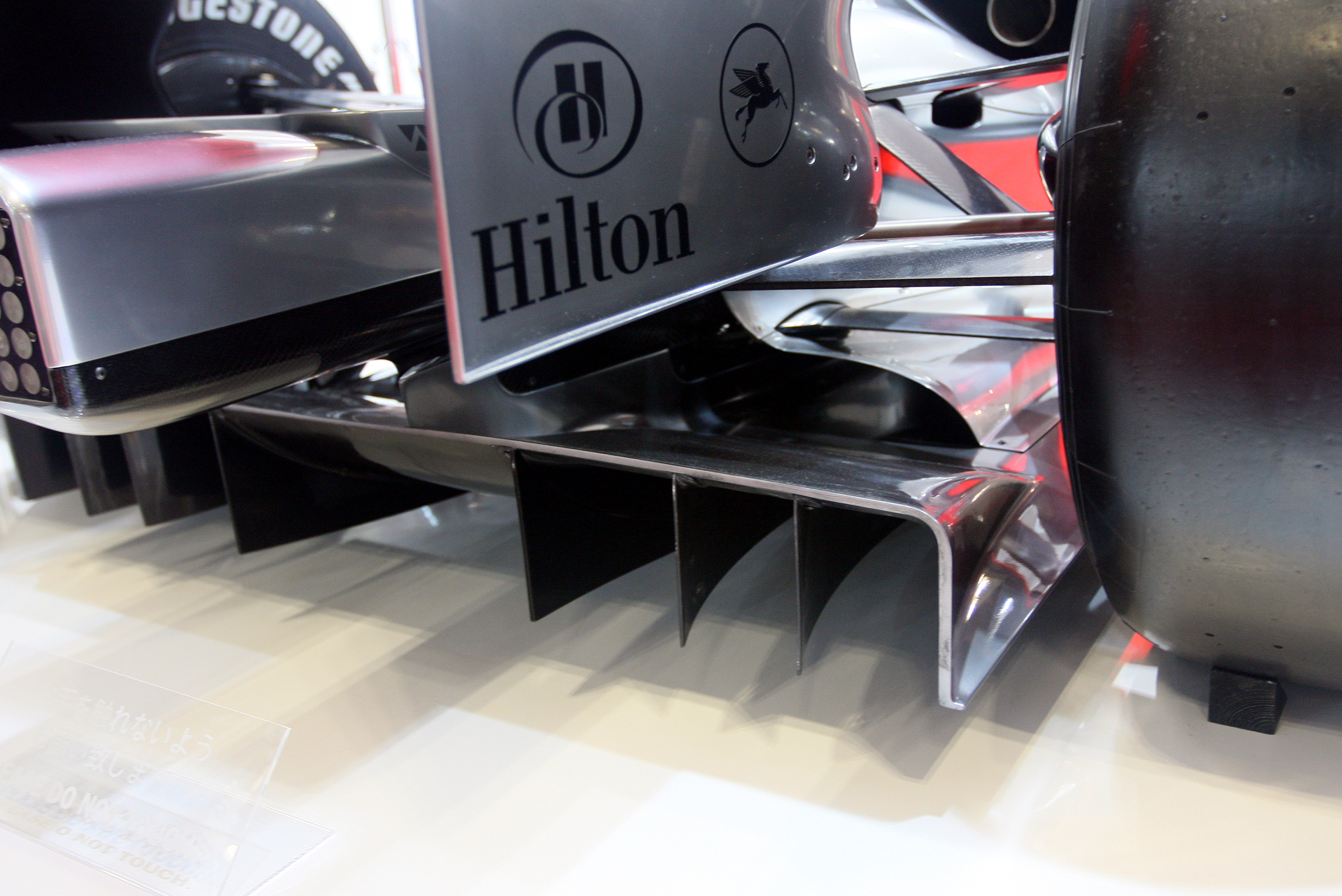
Il diffusore di una McLaren MP4-24, vettura di Formula 1

Altro aspetto importante per ottenere un funzionamento ottimale del diffusore, è la progettazione di un sistema di sospensioni che possano mantenere una altezza adeguata dal suolo ad alte e basse velocità ma anche in condizioni diverse come: la percorrenza in curva con il rollio, la fase di frenata e di accelerazione con il beccheggio, e le sconnessioni del manto stradale. Un'eventuale perdita di carico aerodinamico durante la frenata in percorrenza di curva causato da sospensioni inadeguate comprometterebbe l'equilibrio aerodinamico aumentando i rischi per il pilota. La maggior parte dei telai da corsa utilizzano un terzo ammortizzatore collegato ai due principali, che è rigido nel beccheggio, ma morbido nel rollio.

## Evoluzioni
Nell'ambito dell'automobilismo, regolamenti tecnici permettendo, vi sono state interessanti evoluzioni di questo elemento aerodinamico, con accorgimenti tali da migliorare il rendimento dell'intero veicolo, disponendo così di vantaggi tecnici rispetto agli avversari, tra le più famose, due coinvolgono entrambe l'ingegnere Ross Brawn: nel 1991 con la Jaguar XJR-14 e nel 2009 con la Brawn BGP 001.

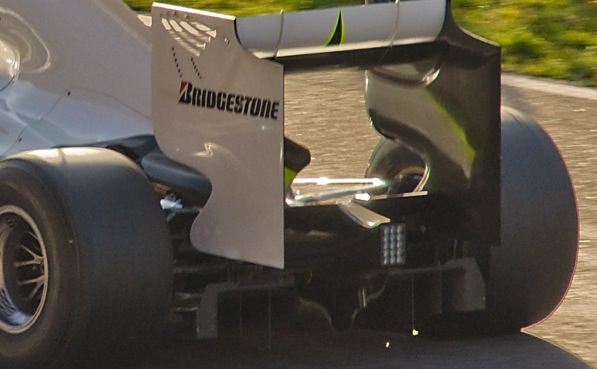
Il controverso diffusore della Brawn BGP 001 nella stagione 2009 di F1

Come direttore tecnico della TWR-Jaguar a suo tempo progetta una vettura dotata di un diffusore posteriore dalle dimensioni limitate dal regolamento, ma dotata di un alettone biplano con paratie laterali che scendono fin sotto l'asse delle ruote, creando grazie all'ala inferiore raccordata al diffusore, una sorta di estensione dello stesso, incrementando così l'effetto suolo; la soluzione viene in breve ripresa dagli altri avversari, ma il vantaggio accumulato dalla Jaguar le permette di aggiudicarsi sia il titolo costruttori, sia quello piloti del Campionato del mondo sportprototipi.
Nel 2009 in Formula 1 con l'omonima squadra di sua proprietà, è stata schierata una monoposto dotata di un diffusore posteriore dotato di sfoghi d'aria verticali e denominato in gergo tecnico double decker ("a due piani"), che permettendo il passaggio di un flusso d'aria più consistente rispetto ai diffusori convenzionali, genera anche maggiore effetto suolo. La soluzione montata anche su altre monoposto, era ritenuta da alcune squadre avversarie non conforme al regolamento tecnico, ma la FIA interpellata sulla questione ne ha dichiarato la validità a tutti gli effetti; questo accorgimento tecnico ha contribuito a far vincere il titolo piloti e costruttori alla scuderia Brawn GP.